# Revning

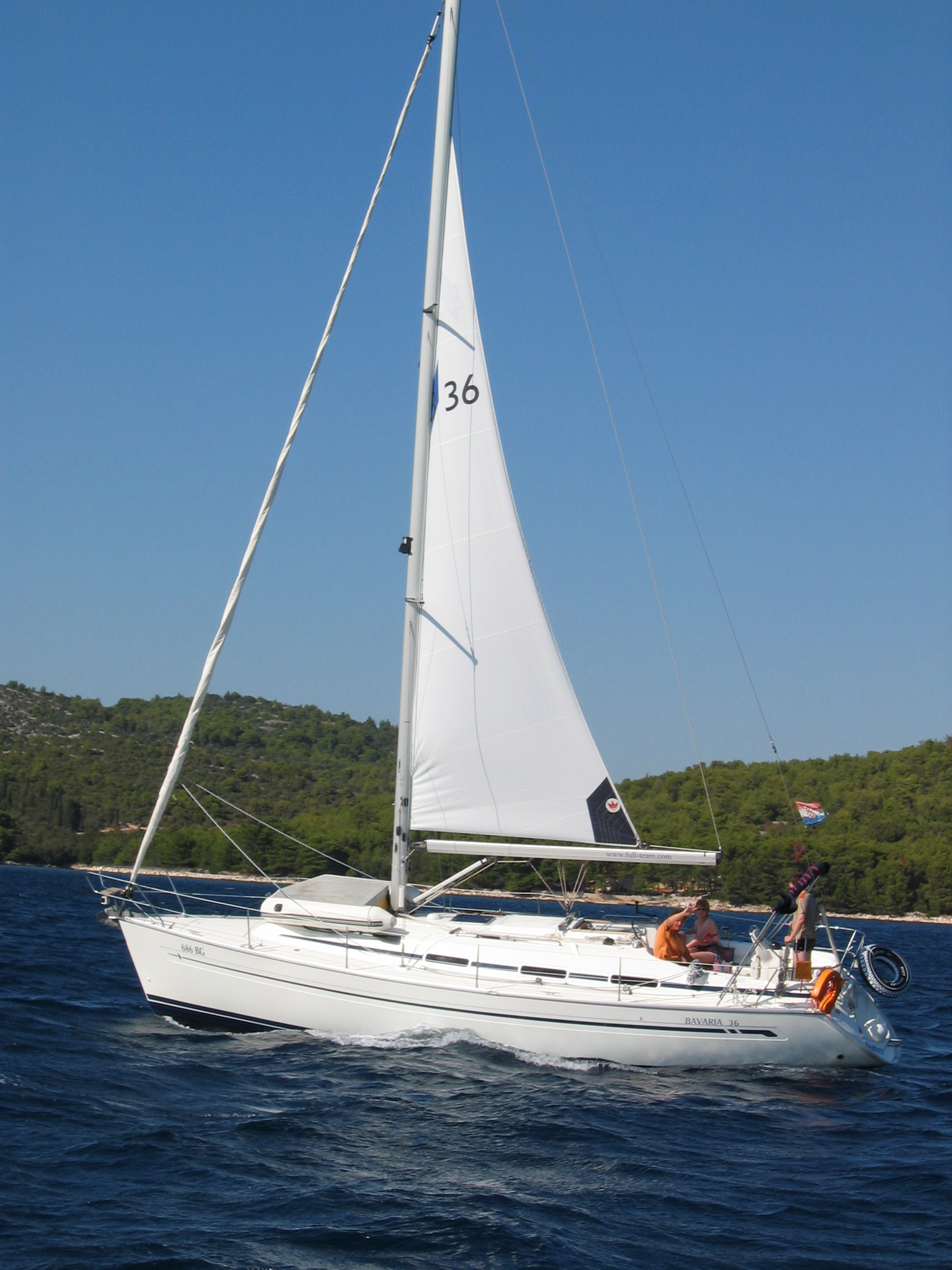
Segelbåt med revad rullgenua och revat rullstorsegel.

Revning, att reva eller ta in ett rev betyder att minska ett segels yta, ofta genom att rulla in eller binda fast en del av det.
På äldre typers segel har man ofta revsejsingar, med vilka revet kan beslås, fastsydda i seglet. Dessa bildar en kännspak (typisk, karakteristisk) rad av korta linor som hänger invid varandra.
På moderna fritidsbåtar var det innan rullfocken främst storseglet man revade; då man vill minska fockens yta byter man ofta till en mindre fock. I synnerhet på båtar med "masttopprigg", masthead, hade man en uppsättning olika stora försegel.

## Rev på bermudasegel
För att kunna reva ett normalt bermudastorsegel krävs att det finns förstärkta hål (revlöddra/revlöddror) vid de nya hals- och skothornen och gärna en rad hål så att man kan beslå den del av seglet (kalv) som tagits ur bruk. För att revandet skall gå enkelt också i de förhållanden, där det blir aktuellt att ta in ett rev, brukar man också ha arrangemang med linor, med vilka man kan dra de nya hals- och skothornen till sina rätta positioner.
Ett bermudastorsegel har vanligen inget, ett, två eller tre rev. Med flera rev kan segelytan minskas successivt allteftersom vinden tilltar. Det tredje revet bör vara dimensionerat så att seglet är tillräckligt litet tills man byter till stormstor eller väljer att segla med endast fock.

## Rullbara segel
En rullgenua eller ett rullbart storsegel ersätter inte helt rev eller skilda stormsegel: formen på ett segel minskat genom rullande är ofta allt annat än idealisk. Segelduken på en rullgenua är också sällan tillräckligt stark för stormvindar. Försegel (stagsegel) kan förses med rev, men detta är ovanligt. Rullfock eller ett storsegel som rullas in i masten eller bommen underlättar ifall men är ensamseglare, samt på en båt med liten besättning.
Redan under 1800-talet fanns så kallade Cunninghams patentrevning, ett system med vilket man kunde reva råsegel genom att rulla dem kring rån. Systemet krävde specialarrangemang och blev aldrig vanligt. Då märs- och bramseglen delades i två på större fartyg minskade också behovet av att reva seglen.

## Större fartyg
Eftersom råsegel inte har en bom, har de reven i övre delen av seglen, och revet beslås uppe vid rårna. Märsrån, eller övre märsrån om märsseglet är delat, kan ofta halas ner, så att det revade seglet inte behöver föras alltför högt.
Råsegelriggade fartyg har också ofta en mängd olika segel, så att segelytan kan minskas genom att undersegel (som kan komma farligt nära vågtopparna) och seglen överst på masterna beslås helt och hållet. Ett råsegel kan också sviktas, varvid man surrar fast ena halvan av seglet vid rån. 
Då en råseglare ligger bi i en hård storm, drivande med bogen mot vinden, kan man föra förstängstagsegel, sviktat stor undre märssegel och krysstagsegel. Med alltför få segel får man inte rätt balans.
Ännu under 1600-talet använde man istället för rev bonetter (även kallade bonnetter), en löstagbar bit segelduk som litsas till seglens undersida för att förstora det. På så sätt kan man ändra seglets storlek istället för att byta ut det.